# طاقة بديلة

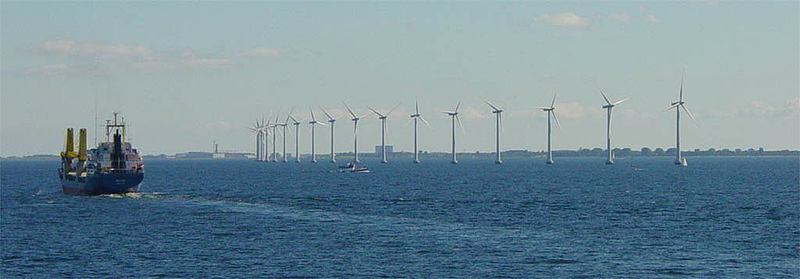
عنفات هوائية على الساحل قرب كوبنهاغن

الطاقة البديلة هو مصطلح يستعمل للدلالة على بعض مصادر الطاقة البديلة للوقود الأحفوري. يدل المصطلح عمومًا على مصادر طاقة غير تقليدية ذات ضرر قليل على البيئة. تستعملها بعض المصادر كمرادف لمصطلح الطاقة المتجددة.

## بعض مميزات للطاقة البديلة
في ما يلي باقة تحوي العديد من المزايا المتعلقة باستخدام الطاقة الطبيعية والمتجددة:
- الشمس والرياح والمد والجزر ونشاطات الطاقة الجوفية كلها مصادر طاقة متجددة ومجانية أيضاً.
- سوف تدفع مرة واحدة فقط ثمن تركيب الأدوات الخاصة بكل من الطاقة الشمسية أو توربينات الهواء أو أي طاقة أخرى، ولن تدفع مجدداً وبشكل دوري فاتورة استخدامك لتلك الطاقة (إلا في حالات الصيانة)
- لن تهتم بعد الآن بارتفاع أسعار المحروقات العالمية التي تزيد من ثمن الفاتورة الشهرية، كما أنك سوف تستقل تماماً عن جلب الطاقة عبر الوسائل التقليدية مثل الوقود الأحفوري وبكفاءة عالية.
- لن تشعر بالهدر حيال استخدامك للطاقة المتجددة، فبالقدر الذي تحتاج من الطاقة سوف تولدها أنت.
- إن إمدادات النفط والغاز والفحم وكل المصادر التي نستخرجها من المرجح أنها ستزول يوماً ما، لكن إذا قمنا بإنشاء بنية تحتية لتوليد الطاقة من المصادر المتجددة قبل ذاك الوقت فباستطاعتنا الاعتماد على طاقة جديدة لا نهاية لها.
- التراخيص الحكومية مؤمنة في الغالب لبناء مشاريع الطاقة الطبيعية المنزلية ولكن هذا بحسب مكان الإقامة.

وفي ما يلي بعض عيوب الطاقة الطبيعية والمتجددة:
- كلفة إنشاء الطاقة المتجددة على المستوى الشخصي قد تكون أمراً مكلفاً بالنسبة لكثير من الأشخاص.
- من غير المحتمل الاعتماد كلياً على الطاقة المتجددة، لكن من الممكن أن تقترب من ميزانية واقعية للتزود من مختلف تقنيات الطاقة البديلة، لا شك مثل توربينات الرياح والألواح الشمسية بوقت واحد.

## اقرأ أيضاً
- سخانات شمسية
- وقود بديل